# Bilan saison par saison du RAEC de Mons
Cette page présente les résultats saison par saison du RAEC Mons, une équipe de football belge.  Le club a disputé actuellement 95 saisons dans les divisions nationales belges.

## Tableau de résultats
| Ordre             | Saison  | Nom du club                                         | Niveau                                              | Classement final                                    | Remarques                                           |  |
| ----------------- | ------- | --------------------------------------------------- | --------------------------------------------------- | --------------------------------------------------- | --------------------------------------------------- |  |
| 1                 | 1919-20 | AEC Mons                                            | Promotion (D2)                                      | 12e/12                                              | [ saisons 1 ]                                       |  |
| 2                 | 1920-21 | AEC Mons                                            | Promotion (D2)                                      | 12e/12                                              | Relégué                                             |  |
| séries régionales |         |                                                     |                                                     |                                                     |                                                     |  |
| 3                 | 1923-24 | AEC Mons                                            | Promotion (D2) série A                              | 13e/14                                              | Relégué                                             |  |
| séries régionales |         |                                                     |                                                     |                                                     |                                                     |  |
| 4                 | 1925-26 | AEC Mons                                            | Promotion (D2) série B                              | 12e/14                                              | Relégué                                             |  |
| 5                 | 1926-27 | AEC Mons                                            | Promotion (D3) série C                              | 3e/14                                               |                                                     |  |
| 6                 | 1927-28 | AEC Mons                                            | Promotion (D3) série B                              | 2e/14                                               |                                                     |  |
| 7                 | 1928-29 | AEC Mons                                            | Promotion (D3) série B                              | 6e/14                                               |                                                     |  |
| 8                 | 1929-30 | AEC Mons                                            | Promotion (D3) série B                              | 8e/14                                               |                                                     |  |
| 9                 | 1930-31 | AEC Mons                                            | Promotion (D3) série B                              | 13e/14                                              | [ saisons 3 ]                                       |  |
| 10                | 1931-32 | AEC Mons                                            | Promotion (D3) série B                              | 7e/14                                               |                                                     |  |
| 11                | 1932-33 | AEC Mons                                            | Promotion (D3) série A                              | 2e/14                                               |                                                     |  |
| 12                | 1933-34 | AEC Mons                                            | Promotion (D3) série B                              | 9e/14                                               |                                                     |  |
| 13                | 1934-35 | AEC Mons                                            | Promotion (D3) série C                              | 3e/14                                               |                                                     |  |
| 14                | 1935-36 | RAEC Mons                                           | Promotion (D3) série D                              | 5e/14                                               |                                                     |  |
| 15                | 1936-37 | RAEC Mons                                           | Promotion (D3) série D                              | 3e/14                                               |                                                     |  |
| 16                | 1937-38 | RAEC Mons                                           | Promotion (D3) série D                              | 2e/14                                               |                                                     |  |
| 17                | 1938-39 | RAEC Mons                                           | Promotion (D3) série C                              | 2e/14                                               |                                                     |  |
|                   | 1939-41 | Compétitions interrompues                           | Compétitions interrompues                           | Compétitions interrompues                           | Compétitions interrompues                           |  |
| 18                | 1941-42 | RAEC Mons                                           | Promotion (D3) série C                              | 9e/13                                               |                                                     |  |
| 19                | 1942-43 | RAEC Mons                                           | Promotion (D3) série B                              | 3e/13                                               |                                                     |  |
| 20                | 1943-44 | RAEC Mons                                           | Promotion (D3) série C                              | 2e/14                                               |                                                     |  |
|                   | 1944-45 | Compétitions interrompues                           | Compétitions interrompues                           | Compétitions interrompues                           | Compétitions interrompues                           |  |
| 21                | 1945-46 | RAEC Mons                                           | Promotion (D3) série C                              | 4e/18                                               |                                                     |  |
| 22                | 1946-47 | RAEC Mons                                           | Promotion (D3) série D                              | 10e/17                                              |                                                     |  |
| 23                | 1947-48 | RAEC Mons                                           | Promotion (D3) série C                              | 10e/16                                              |                                                     |  |
| 24                | 1948-49 | RAEC Mons                                           | Promotion (D3) série A                              | 1er/13                                              | Champion et promu                                   |  |
| 25                | 1949-50 | RAEC Mons                                           | Division 1 (D2) série A                             | 7e/16                                               |                                                     |  |
| 26                | 1950-51 | RAEC Mons                                           | Division 1 (D2) série B                             | 9e/16                                               |                                                     |  |
| 27                | 1951-52 | RAEC Mons                                           | Division 1 (D2) série A                             | 11e/16                                              | Relégué                                             |  |
| 28                | 1952-53 | RAEC Mons                                           | Division 3 série B                                  | 6e/16                                               |                                                     |  |
| 29                | 1953-54 | RAEC Mons                                           | Division 3 série A                                  | 10e/16                                              |                                                     |  |
| 30                | 1954-55 | RAEC Mons                                           | Division 3 série B                                  | 11e/16                                              |                                                     |  |
| 31                | 1955-56 | RAEC Mons                                           | Division 3 série A                                  | 10e/16                                              |                                                     |  |
| 32                | 1956-57 | RAEC Mons                                           | Division 3 série B                                  | 13e/16                                              |                                                     |  |
| 33                | 1957-58 | RAEC Mons                                           | Division 3 série A                                  | 9e/16                                               |                                                     |  |
| 34                | 1958-59 | RAEC Mons                                           | Division 3 série B                                  | 14e/16                                              |                                                     |  |
| 35                | 1959-60 | RAEC Mons                                           | Division 3 série B                                  | 16e/16                                              | Relégué                                             |  |
| 36                | 1960-61 | RAEC Mons                                           | Promotion série B                                   | 1er/16                                              | Champion et promu                                   |  |
| 37                | 1961-62 | RAEC Mons                                           | Division 3 série B                                  | 14e/16                                              |                                                     |  |
| 38                | 1962-63 | RAEC Mons                                           | Division 3 série A                                  | 6e/16                                               |                                                     |  |
| 39                | 1963-64 | RAEC Mons                                           | Division 3 série B                                  | 13e/16                                              |                                                     |  |
| 40                | 1964-65 | RAEC Mons                                           | Division 3 série A                                  | 11e/16                                              |                                                     |  |
| 41                | 1965-66 | RAEC Mons                                           | Division 3 série B                                  | 7e/16                                               |                                                     |  |
| 42                | 1966-67 | RAEC Mons                                           | Division 3 série A                                  | 8e/16                                               |                                                     |  |
| 43                | 1967-68 | RAEC Mons                                           | Division 3 série B                                  | 3e/16                                               |                                                     |  |
| 44                | 1968-69 | RAEC Mons                                           | Division 3 série B                                  | 5e/16                                               |                                                     |  |
| 45                | 1969-70 | RAEC Mons                                           | Division 3 série A                                  | 2e/16                                               |                                                     |  |
| 46                | 1970-71 | RAEC Mons                                           | Division 3 série B                                  | 6e/16                                               |                                                     |  |
| 47                | 1971-72 | RAEC Mons                                           | Division 3 série A                                  | 2e/16                                               |                                                     |  |
| 48                | 1972-73 | RAEC Mons                                           | Division 3 série B                                  | 3e/16                                               |                                                     |  |
| 49                | 1973-74 | RAEC Mons                                           | Division 3 série B                                  | 2e/16                                               | Promu                                               |  |
| 50                | 1974-75 | RAEC Mons                                           | Division 2                                          | 10e/16                                              |                                                     |  |
| 51                | 1975-76 | RAEC Mons                                           | Division 2                                          | 14e/16                                              | Relégué                                             |  |
| 52                | 1976-77 | RAEC Mons                                           | Division 3 série A                                  | 12e/16                                              |                                                     |  |
| 53                | 1977-78 | RAEC Mons                                           | Division 3 série B                                  | 12e/16                                              |                                                     |  |
| 54                | 1978-79 | RAEC Mons                                           | Division 3 série A                                  | 13e/16                                              |                                                     |  |
| 55                | 1979-80 | RAEC Mons                                           | Division 3 série A                                  | 12e/16                                              |                                                     |  |
| 56                | 1980-81 | RAEC Mons                                           | Division 3 série A                                  | 12e/16                                              |                                                     |  |
| 57                | 1981-82 | RAEC Mons                                           | Division 3 série A                                  | 4e/16                                               |                                                     |  |
| 58                | 1982-83 | RAEC Mons                                           | Division 3 série A                                  | 3e/16                                               |                                                     |  |
| 59                | 1983-84 | RAEC Mons                                           | Division 3 série A                                  | 4e/16                                               |                                                     |  |
| 60                | 1984-85 | RAEC Mons                                           | Division 3 série A                                  | 1er/16                                              | Champion et promu                                   |  |
| 61                | 1985-86 | RAEC Mons                                           | Division 2                                          | 16e/16                                              | Relégué                                             |  |
| 62                | 1986-87 | RAEC Mons                                           | Division 3 série A                                  | 9e/16                                               |                                                     |  |
| 63                | 1987-88 | RAEC Mons                                           | Division 3 série A                                  | 13e/16                                              |                                                     |  |
| 64                | 1988-89 | RAEC Mons                                           | Division 3 série A                                  | 12e/16                                              |                                                     |  |
| 65                | 1989-90 | RAEC Mons                                           | Division 3 série A                                  | 4e/16                                               |                                                     |  |
| 66                | 1990-91 | RAEC Mons                                           | Division 3 série A                                  | 10e/16                                              |                                                     |  |
| 67                | 1991-92 | RAEC Mons                                           | Division 3 série A                                  | 2e/16                                               |                                                     |  |
| 68                | 1992-93 | RAEC Mons                                           | Division 3 série A                                  | 2e/16                                               |                                                     |  |
| 69                | 1993-94 | RAEC Mons                                           | Division 3 série A                                  | 7e/16                                               |                                                     |  |
| 70                | 1994-95 | RAEC Mons                                           | Division 3 série A                                  | 4e/16                                               |                                                     |  |
| 71                | 1995-96 | RAEC Mons                                           | Division 3 série A                                  | 11e/16                                              |                                                     |  |
| 72                | 1996-97 | RAEC Mons                                           | Division 3 série A                                  | 7e/16                                               |                                                     |  |
| 73                | 1997-98 | RAEC Mons                                           | Division 3 série A                                  | 3e/16                                               | Tour final                                          |  |
| 74                | 1998-99 | RAEC Mons                                           | Division 3 série A                                  | 2e/16                                               | Tour final                                          |  |
| 75                | 1999-00 | RAEC Mons                                           | Division 3 série B                                  | 1er/16                                              | Champion et promu                                   |  |
| 76                | 2000-01 | RAEC Mons                                           | Division 2                                          | 5e/18                                               | Tour final                                          |  |
| 77                | 2001-02 | RAEC Mons                                           | Division 2                                          | 3e/18                                               | Promu via tour final                                |  |
| 78                | 2002-03 | RAEC Mons                                           | Division 1                                          | 9e/18                                               |                                                     |  |
| 79                | 2003-04 | RAEC Mons                                           | Division 1                                          | 16e/18                                              |                                                     |  |
| 80                | 2004-05 | RAEC Mons                                           | Division 1                                          | 18e/18                                              | Relégué                                             |  |
| 81                | 2005-06 | RAEC Mons                                           | Division 2                                          | 1er/18                                              | Champion et promu                                   |  |
| 82                | 2006-07 | RAEC Mons                                           | Division 1                                          | 9e/18                                               |                                                     |  |
| 83                | 2007-08 | RAEC Mons                                           | Division 1                                          | 16e/18                                              |                                                     |  |
| 84                | 2008-09 | RAEC Mons                                           | Division 1                                          | 18e/18                                              | Relégué                                             |  |
| 85                | 2009-10 | RAEC Mons                                           | Division 2                                          | 3e/19                                               | Tour final                                          |  |
| 86                | 2010-11 | RAEC Mons                                           | Division 2                                          | 3e/18                                               | Promu via tour final                                |  |
| 87                | 2011-12 | RAEC Mons                                           | Division 1                                          | 10e/16                                              | Play-offs 2                                         |  |
| 88                | 2012-13 | RAEC Mons                                           | Division 1                                          | 7e/16                                               | Play-offs 2                                         |  |
| 89                | 2013-14 | RAEC Mons                                           | Division 1                                          | 16e/16                                              | Play-offs 3 et relégué                              |  |
| 90                | 2014-15 | RAEC Mons                                           | Division 2                                          | 7e/18                                               |                                                     |  |
|                   | 2015    | Le club dépose le bilan, le matricule 44 est radié. | Le club dépose le bilan, le matricule 44 est radié. | Le club dépose le bilan, le matricule 44 est radié. | Le club dépose le bilan, le matricule 44 est radié. |  |
|                   | 2020-21 | Saison blanche à cause de la pandémie du Covid-19   | Saison blanche à cause de la pandémie du Covid-19   | Saison blanche à cause de la pandémie du Covid-19   | Saison blanche à cause de la pandémie du Covid-19   |  |
| 91                | 2021-22 | RAEC Mons                                           | Division 3 ACFF                                     | 9e/15                                               |                                                     |  |
| 92                | 2022-23 | RAEC Mons                                           | Division 3 ACFF                                     | 1er/15                                              | Champion et promu                                   |  |
| 93                | 2023-24 | RAEC Mons                                           | Division 2 ACFF                                     | 1er/18                                              | Champion et promu                                   |  |
| 94                | 2024-25 | RAEC Mons                                           | Division 1 ACFF                                     | 3e/12                                               | Tour Final                                          |  |
| 95                | 2025-26 | RAEC Mons                                           | Division 1 ACFF                                     | e/12                                                |                                                     |  |

## Bilan
| Niv | Divisions     | Jouées | Titres | TM Up | TM Down |
| --- | ------------- | ------ | ------ | ----- | ------- |
| I   | 1re nationale | 9      | 0      |       |         |
| II  | 2e nationale  | 16     | 1      | 4     |         |
| III | 3e nationale  | 65     | 3      | 2     |         |
| IV  | 4e nationale  | 3      | 2      |       |         |
| V   | 5e nationale  | 2      | 1      |       |         |
|     |               |        |        |       |         |
|     | TOTAUX        | 95     | 7      | 6     | 0       |

- TM Up : test-match pour départager des égalités, ou toutes formes de Barrages ou de Tour final pour une montée éventuelle.
- TM Down : test-match pour départager des égalités, ou toutes formes de Barrages ou de Tour final pour le maintien.